# L. J. Hoes
Jerome O'Bryan Hoes (né le 5 mars 1990 à Washington aux États-Unis) est un voltigeur de la Ligue majeure de baseball.

## Carrière

### Orioles de Baltimore
L. J. Hoes est un choix de troisième ronde des Orioles de Baltimore en 2008. Jouant au deuxième but au début de sa carrière en ligues mineures, il est converti en joueur de champ extérieur à partir de la saison 2011. En 2012, il reçoit le prix Brooks Robinson du meilleur joueur de ligues mineures dans l'organisation des Orioles après une saison amorcée au niveau AA chez les Baysox de Bowie et poursuivie dans le AAA à Norfolk. 
Hoes fait ses débuts dans le baseball majeur comme coureur suppléant pour les Orioles de Baltimore dans le match du 25 septembre 2012. Le lendemain, il obtient une première présence au bâton et joue au champ gauche. Il dispute deux matchs pour Baltimore en 2012 et un seul en 2013. 

### Astros de Houston
Le 31 juillet 2013, Hoes et le lanceur gaucher Josh Hader sont échangés aux Astros de Houston pour le lanceur droitier Bud Norris. Le lendemain de l'échange, Houston joue contre Baltimore et c'est contre Bud Norris que Hoes réussit son premier coup sûr dans les majeures.
En trois ans, Hoes dispute 109 matchs des Astros et maintient une moyenne au bâton de ,240 avec 4 circuits, 22 points produits et 7 buts volés. Il ne semble cependant plus faire partie des plans du club et ne dispute que 8 matchs avec Houston en 2015.
Le 25 novembre 2015, Houston retourne Hoes aux Orioles de Baltimore contre une somme d'argent, mais il ne retrouve pas les majeures après la saison 2015.